# Aubonne (Zwitserland)
Aubonne is een gemeente en plaats in het Zwitserse kanton Vaud en maakt sinds 2008 deel uit van het district Morges. Voor 1 januari 2008 was Aubonne de hoofdplaats het toen opgeheven gelijknamige district.
Aubonne telt 2675 inwoners.

## Overleden
- Louis Wenger (1809-1861), politicus